# Corethrovalva paraplesia
Corethrovalva paraplesia är en fjärilsart som beskrevs av Lajos Vári 1961. Corethrovalva paraplesia ingår i släktet Corethrovalva och familjen styltmalar. Inga underarter finns listade i Catalogue of Life.